# Баба, Имад
Имад Баба (англ. Imad Baba; родился 15 марта 1974 года в Хамбле, США) — американский футболист, полузащитник. Известен по выступлениям за «Нью-Инглэнд Революшн» и сборную США. Участник летних Олимпийских игр в Атланте.

## Клубная карьера
Отец Баба родом из Палестины, переехал в Техас, где и родился Имад. Он начал заниматься футболом в школе и несколько раз был признан лучшим футболистом среди юниоров. В 1990 году Баба ездил на просмотр в английский «Манчестер Юнайтед», но не смог произвести впечатление и вернулся в США. В 1993 году поступил в Клемсонский университет, где выступал за команду учётного заведения — «Тайгерс».
В 1996 году Имад был выбран на драфте клубом «Нью-Инглэнд Революшн». Он провёл в MLS за команду более 100 матчей за пять сезонов. В 2000 году Баба был обменян на Мэтта Око в «Колорадо Рэпидз». В 2002 году он принял решение о завершении карьеры игрока.

## Международная карьера
В 1989 году в составе юношеской команды США Баба принял участие в юношеском чемпионате мира в Шотландии. На турнире он сыграл во всех матчах Бразилии, Германии и Австралии. В поединках против немцев и бразильцев Имад забил по голу. В 1993 году в составе молодёжной сборной США Баба принял участие в молодёжном чемпионате мира в Австралии. На турнире он сыграл в четырёх матчах и отличился в поединке против турок.
В 1995 году Имад выступал на Панамериканских играх. В 1996 году Баба в составе олимпийской сборной США принял участие в Олимпийских играх в Атланте. На турнире он сыграл в матчах против команд Аргентины, Туниса и Португалии.
В 1999 года в товарищеском матче против сборной Боливии Баба дебютировал за сборную США, заменив во втором тайме Эдди Льюиса.